# Kickboxen

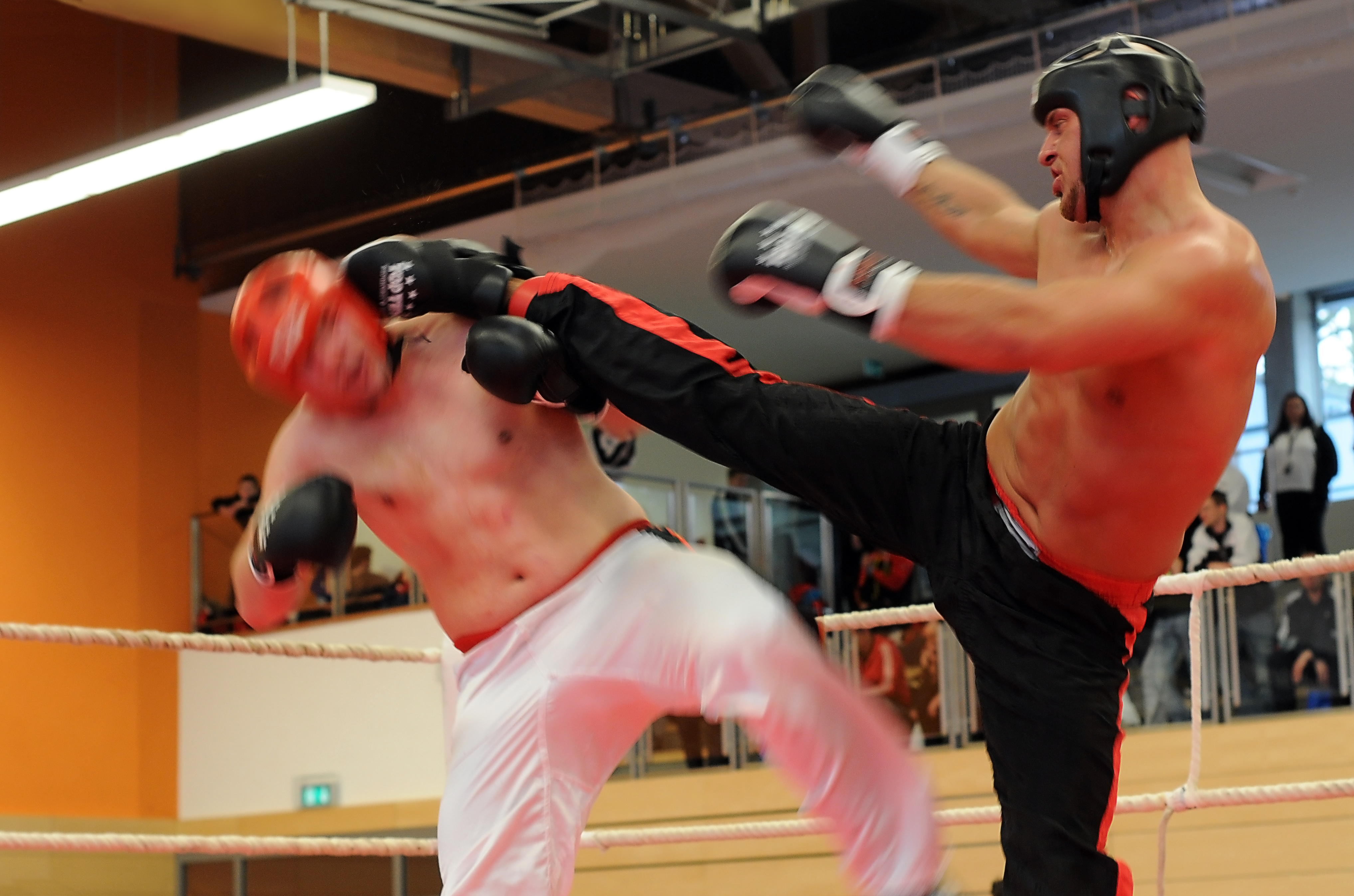
Roundhousekick zum Kopf

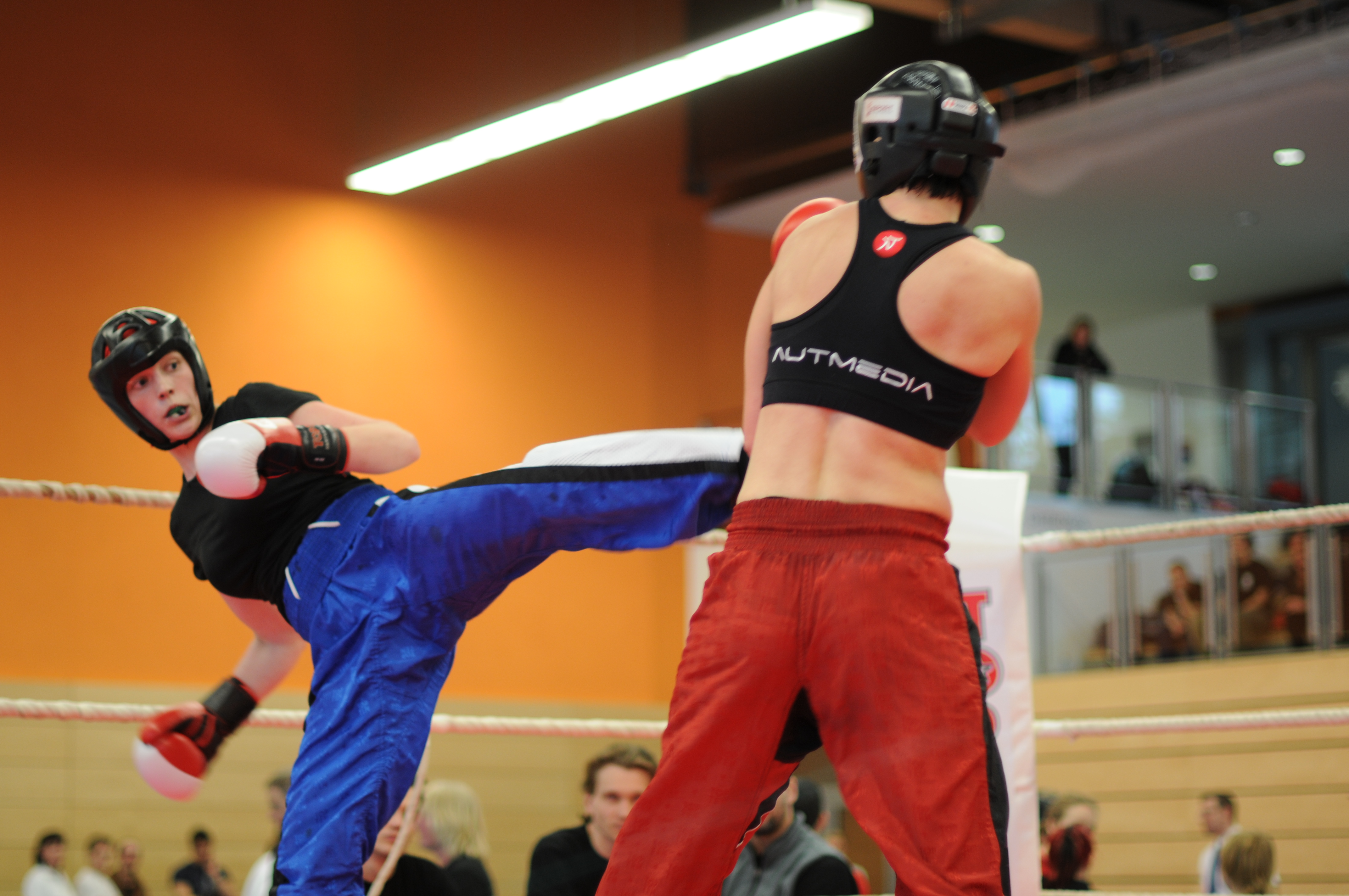
Roundhousekick zum Bauch

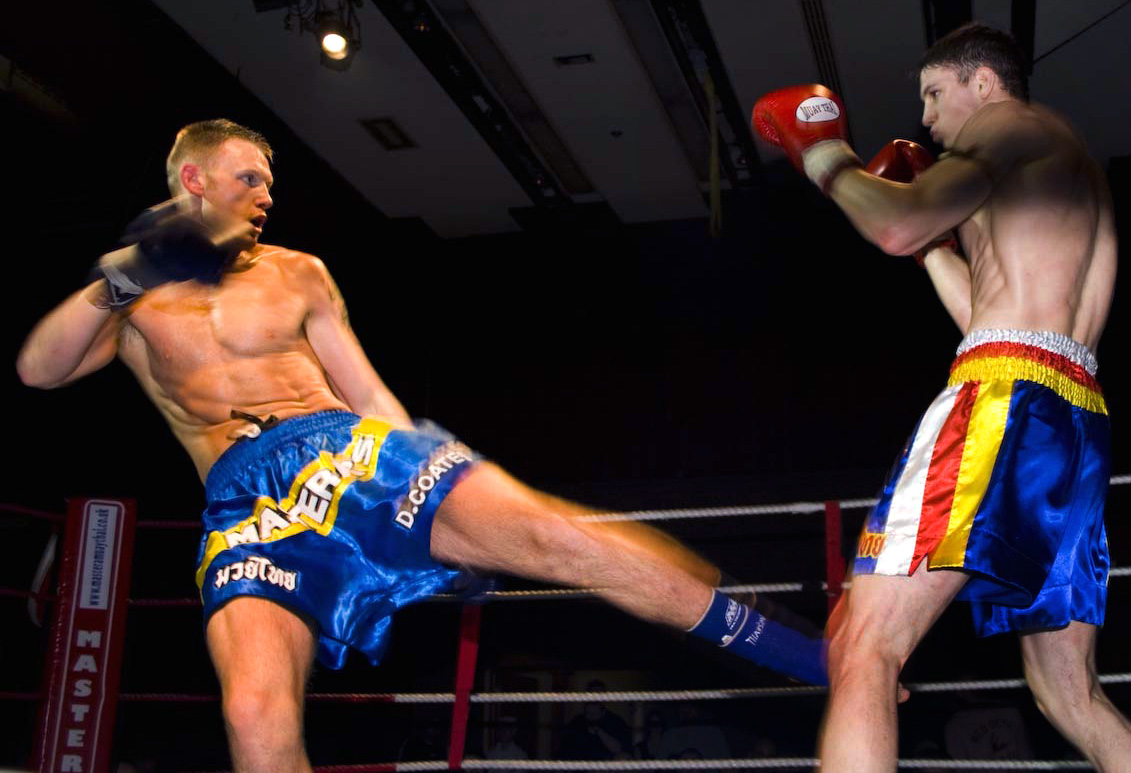
Lowkick

Kickboxen (auch Kickboxing) ist eine Kampfsportart, bei der das Schlagen mit Füßen und Händen wie bei den Kampfsportarten (Karate oder Taekwondo) mit konventionellem Boxen verbunden wird. In den einzelnen Schulen und Sportverbänden ist unterschiedlich geregelt, ob der Gegner gehalten werden darf oder welche Trefferflächen beim Gegenüber erlaubt sind. Tiefschläge sind immer tabu, jedoch sind in manchen Verbänden Tritte auf die Oberschenkel (Lowkicks) erlaubt. Verbandsabhängig unterschiedlich geregelt ist auch die Verwendung von Handdrehschlägen und Fußfegern (Techniken, mit denen der Gegner aus dem Gleichgewicht gebracht wird). Allen Verbänden gemeinsam ist das Verbot des Schlagens auf den Rücken und auf Gegner, die am Boden liegen, sowie das Werfen des Konkurrenten.
Das Tragen von Schutzausrüstung (Boxhandschuhe, Fuß- und Schienbeinschutz, Bandagen, Tiefschutz (Männer) bzw. Brustschutz (Frauen) und Mundschutz) ist Pflicht.
Kickboxen als Wettkampfdisziplin geht auf das Jahr 1974 zurück, es hieß damals „All Style Karate“, „Sport-Karate“ oder „Contact-Karate“. In diesem Jahr einigten sich die Gründer des Weltverbandes WAKO (World Association of Kickboxing Organisations), Mike Anderson, Georg F. Brückner und andere darauf, die traditionellen fernöstlichen Kampfmethoden wie Taekwondo, Karate, Kung Fu usw., zu einem sportlichen Wettkampf mit einheitlichen Regeln zu machen und gegen andere Kampfsysteme anzutreten.
Obwohl Kickboxen ein moderner, abendländischer Kampfsport ist, weisen Training und Wettkampf viele Ähnlichkeiten mit dem traditionellen Boxen, Savate und Muay Thai auf.

## Grade und Gurte
Ähnlich wie beim Karate und anderen Kampfsportarten können die Trainierenden in manchen Kickboxverbänden Grade (Kyū/Dan) erreichen, die durch einen farbigen Gurt gekennzeichnet werden. Zu Beginn hat man keinen Gurt, man spricht vom weißen Gurt. Danach können durch Prüfungen weitere Grade erreicht werden. In der Folge tragen die Sportler den entsprechenden Gurt und erhalten häufig auch eine Urkunde über die erfolgreiche Prüfung.
Der schwarze Gurt entspricht dem Meistergrad (Dan). Danach können weitere Meistergrade durch spezielle Prüfungen erreicht werden, in den meisten Verbänden sind Prüfungen bis zum 4. Dan möglich.
Oft werden diese DAN-Grade jedoch an Personen verliehen, die sich für diesen Sport verdient gemacht haben. Dazu zählen langjährige Trainer und erfolgreiche Kämpfer.

## Wettkampfarten
Es gibt verschiedene Wettkampfarten, in denen sich Gegner gleicher Gewichtsklassen im Ring bzw. auf der Matte (Tatami) gegenüberstehen.

### Semikontakt (Pointfight)
Bei dieser auch als Pointfighting bekannten Disziplin wird nach jedem erfolgreichen Treffer am Körper des Gegners der Kampf kurzzeitig unterbrochen, und die Kämpfer begeben sich wieder in die Ausgangsstellung. Jeder Treffer wird während dieser kurzen Unterbrechung von drei Kampfrichtern bewertet. Können sich die Kampfrichter nicht auf eine Bewertung einigen, gibt es keinen Punkt, denn die Techniken sollen sauber und eindeutig ausgeführt werden. Letztendlich gewinnt derjenige, dem am meisten Punkte zugesprochen werden.
Semikontaktkämpfe werden auf Matten (Tatami) und nicht im Boxring ausgetragen. Die Größe der Kampffläche ist 7 × 7 m.
Jede saubere Technik, die ein erlaubtes Ziel erreicht und mit leichtem Kontakt trifft, wird je nach Schwierigkeitsgrad mit folgenden Trefferpunkten bewertet (die Punkte können bei verschiedenen Verbänden variieren):
- 1 Punkt für erlaubte Handtechniken aller Art zum Körper
- 1 Punkt für erlaubte Fußtechniken aller Art zum Körper
- 1 Punkt für Fußfeger, klares Brechen des Gleichgewichts
- 1 Punkt für erlaubte Schlagtechniken aller Art zum Kopf
- 2 Punkte für erlaubte Tritttechniken aller Art zum Kopf
- 2 Punkte für Fußfeger mit sofortiger Folgetechnik
- 2 Punkte für erlaubte Sprung-Fußtritte zum Körper
- 3 Punkte für erlaubte gesprungene Fußtechniken aller Art zum Kopf

### Leichtkontakt
Beim Leichtkontakt wird meist auf Matten gekämpft. Das Ziel ist es, mehr Treffer als der Gegner zu erzielen, wobei sich die Punkte je nach Verband an denen im Semikontakt orientieren. Im Gegensatz zum Semikontakt wird nicht nach jedem erzielten Treffer unterbrochen, sondern weitergekämpft. Leichtkontakt ist technisch und vor allem konditionell sehr fordernd und anspruchsvoll. Jede Runde ist durch jeden Punktrichter einzeln zu bewerten. Die Bewertungen einer Runde sollen nach der Anzahl der tatsächlichen Treffer erfolgen. Außerdem kann nach jeder Runde ein Hilfspunkt für die bessere Technik und Taktik vergeben werden, der sich nach folgenden Kriterien zusammensetzt:
- Wirksamkeit der Angriffe
- Kombinationsfähigkeit
- Sauberkeit des Kampfstils
- Wirksamkeit der Verteidigung
- Ausgeglichenheit von Hand- und Fußtechniken
- Gesamteindruck der sportlichen Leistung

Die Kriterien nach denen sich der Hilfspunkt zusammensetzt, gelten sowohl als auch für Leicht- und Vollkontakt.

### Vollkontakt
Die Vollkontaktvariante des Kickboxens wird im Gegensatz zu den anderen Kampfstilen in einem Boxring ausgetragen. Dabei kann der Kampf nicht nur über Punkte gewonnen werden, sondern auch durch K. O. Dies kann sowohl durch einen Niederschlag des Gegners (K. O.) erfolgen, wie auch durch die Kampfunfähigkeit des Gegners (technischer K. O.). Bei manchen Vollkontaktkämpfen sind Tritte gegen die Oberschenkel erlaubt (Fullcontact mit Lowkicks).
Punktewertung (die Angaben können abhängig vom jeweiligen Verband abweichen):
- 1 Punkt für erlaubte Handtechniken aller Art zum Kopf oder Körper
- 1 Punkt für erlaubte Fußtechniken auf den Oberschenkel (nur bei Fullcontact mit Lowkicks)
- 2 Punkte für erlaubte Fußtechniken aller Art zum Körper
- 3 Punkte für erlaubte gesprungene Fußtechniken aller Art zum Kopf
- −1 Punkt für Schläge unter die Gürtellinie. (Hier ist der direkte Bereich unter der Gürtellinie, also der Schritt, gemeint. Wie schon oben erwähnt, kann der Kick zum Oberschenkel erlaubt sein. Dies hängt vom Verband ab. Auch eine Vereinbarung zwischen den Verantwortlichen und den Kämpfern bzw. Kickboxställen ist möglich. Dies ist oft der Fall, wenn die Kämpfer in unterschiedlichen Verbänden kämpfen und sich die Regelwerke in diesem Punkt unterscheiden.)

### K-1
Dieses Regelwerk, welches von der japanischen Kampfsportorganisation K-1 entwickelt wurde und viele Ähnlichkeiten mit dem Thaiboxen aufweist, wurde aufgrund der Popularität der K-1-Wettkämpfe auch von traditionellen Kickboxverbänden wie der WAKO in ihr Programm aufgenommen. Neben Lowkicks sind hierbei auch Kniestösse zum Kopf und Körper des Gegners erlaubt.
Punktewertung (die Angaben können abhängig vom jeweiligen Verband abweichen):
- 1 Punkt für Hand- und Fußtechniken zum Körper, Kopf oder Bein
- 1 Punkt für Fußfeger (klares Brechen des Gleichgewichts, Gegner geht zu Boden)
- 1 Punkt für Sprungkicks zum Kopf oder Körper
- 1 Punkt für Kniestoß oder gesprungener Kniestoß zum Körper oder Kopf
- 1 Punkt für Kniestoß zum Oberschenkel

### Formen
Außerdem findet sich auch die Disziplin des Formenlaufes wieder – die Kata. Auch im Kickboxen und dessen Turnieren, gibt es Sportler, die die Tradition vieler Kampfsportarten und Kampfkünste verbinden, indem sie auf Musik/ohne Musik und mit/ohne Waffen eine Kata laufen. Grundsätzlich wird somit ein Kampf gegen einen oder mehrere imaginäre Gegner dargestellt, bei dem eine Aneinanderreihung verschiedenster Techniken gezeigt wird. Diese können sowohl defensiver als auch offensiver Weise sein. Die WAKO unterscheidet hier in verschiedene Altersklassen und grundlegend vier verschiedene Unterkategorien.
- Musikformen mit Waffe
- Musikformen ohne Waffe
- Kreativformen mit Waffe
- Kreativformen ohne Waffe

## Entscheidungen

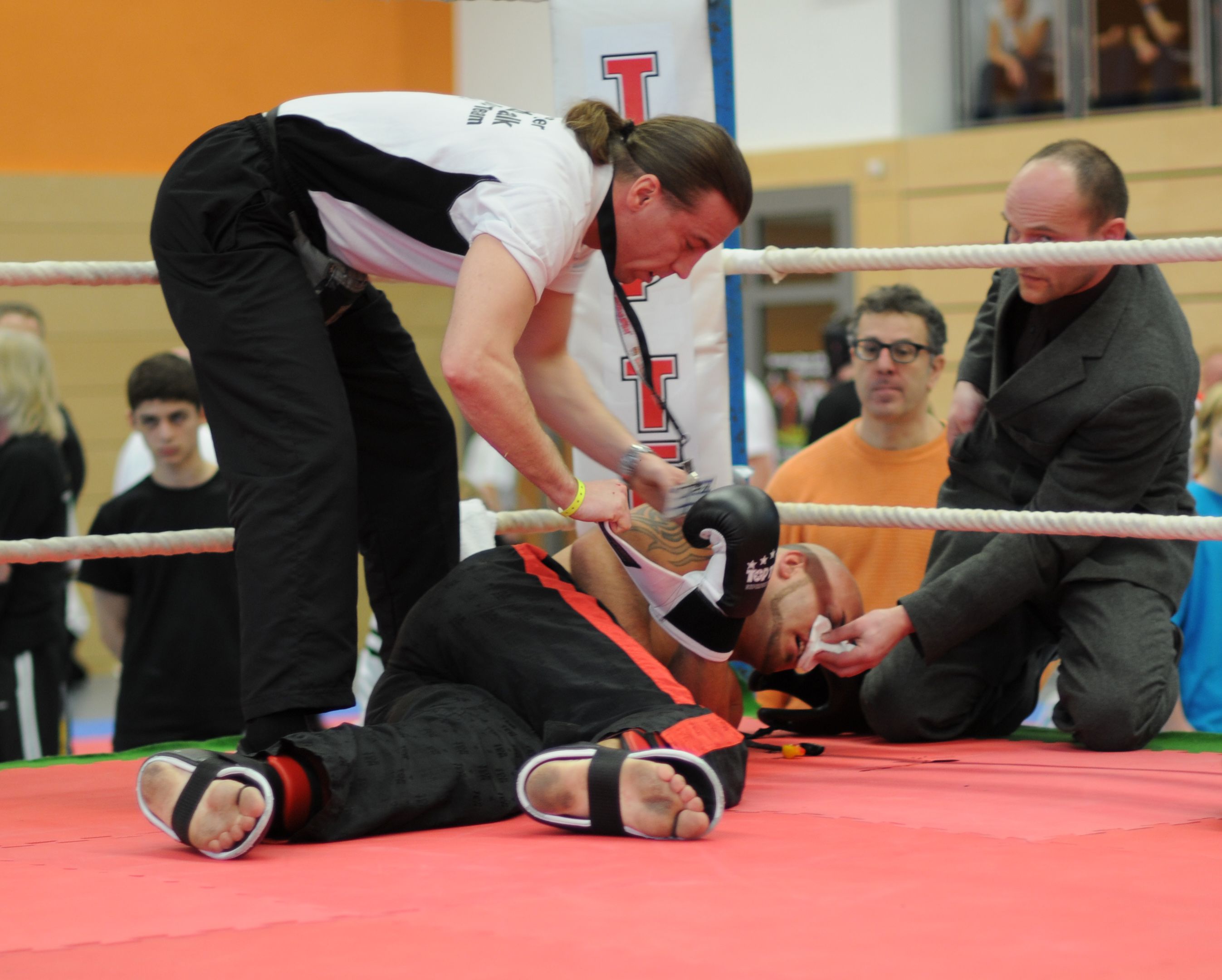
Kämpfer nach K. O. im Vollkontakt

Folgende Entscheidungen können einen Kampf beenden:
- Sieg durch Niederschlag – K. O. im Vollkontakt und auch in manchen Situationen im Leichtkontakt
- Sieg durch Aufgabe eines Kampfes
- Sieg durch Abbruch wegen technischer Überlegenheit nur im Semikontakt wenn Trefferunterschied 10 Wertungspunkte beträgt.
- Sieg durch Abbruch eines Kampfes wegen Kampf- oder Verteidigungsunfähigkeit oder sportlicher Unterlegenheit
- Abbruch wegen Verletzung
- Sieg durch Punktwertung
- Sieg durch Disqualifikation des Gegners
- Unentschieden darf im Turnier nicht gegeben werden. Es darf nur bei Einzel-, Freundschafts- oder Mannschaftskämpfen erfolgen.
- Sieg durch Nichtantreten
- Abbruch ohne Entscheidung, wenn der Kampf nicht mehr den Regeln entsprechend weitergeführt werden kann sowie infolge höherer Gewalt (schadhafter Ring, Ausfall der Beleuchtung usw.)

## Altersklassen
- Herren sind alle Sportler, die das 18. Lebensjahr vollendet haben bis zur Vollendung des 40. Lebensjahres.
- Damen sind alle Sportlerinnen, die das 16. Lebensjahr vollendet haben bis zur Vollendung des 40. Lebensjahres.
- Junioren sind alle männlichen Sportler, die das 16. Lebensjahr vollendet und das 18. Lebensjahr noch nicht vollendet haben.
- Jugendliche im Semikontakt sind alle Sportlerinnen und Sportler, die das 16. Lebensjahr noch nicht vollendet haben.
- Jugendliche im Leichtkontakt sind alle Sportlerinnen und Sportler, die das 13. Lebensjahr vollendet und das 16. Lebensjahr noch nicht vollendet haben.
- Senioren, auch als Veteranen benannt, sind diejenigen Sportlerinnen und Sportler, die das 35. Lebensjahr vollendet haben bis zur Vollendung des 50. Lebensjahres.

Kämpfer unter 18 Jahren dürfen an Turnieren nur mit schriftlicher Erlaubnis des Erziehungsberechtigten teilnehmen. In dem Jahr, in dem ein Sportler das 16. bzw. 18. Lebensjahr vollendet, ist dieser berechtigt, noch in der zu Beginn des Jahres begonnenen Altersklasse weiter zu kämpfen. Der Kämpfer kann auch in der neuen Altersklasse starten, kann jedoch bei einem Turnier nicht in zwei verschiedenen Altersklassen antreten.

## Gewichtsklassen

### Semi- und Leichtkontakt
Männer und Junioren
- Fliegengewicht bis 57,0 kg
- Leichtgewicht bis 63,0 kg
- Weltergewicht bis 69,0 kg
- Halbmittelgewicht bis 74,0 kg
- Mittelgewicht bis 79,0 kg
- Halbschwergewicht bis 84,0 kg
- Cruisergewicht bis 89,0 kg
- Schwergewicht bis 94,0 kg
- Superschwergewicht über 94,0 kg

Frauen
- Federgewicht bis 50,0 kg
- Leichtgewicht bis 55,0 kg
- Mittelgewicht bis 60,0 kg
- Leichtschwergewicht bis 65,0 kg
- Schwergewicht bis 70,0 kg
- Superschwergewicht über 70,0 kg

### Vollkontakt / K-1
Männer und Junioren
- Fliegengewicht bis 51,0 kg
- Bantamgewicht bis 54,0 kg
- Federgewicht bis 57,0 kg
- Leichtgewicht bis 60,0 kg
- Halbweltergewicht bis 63,5 kg
- Weltergewicht bis 67,0 kg
- Halbmittelgewicht bis 71,0 kg
- Mittelgewicht bis 75,0 kg
- Halbschwergewicht bis 81,0 kg
- Cruisergewicht bis 86,0 kg
- Schwergewicht bis 91,0 kg
- Superschwergewicht über 91,0 kg

Frauen
- Bantamgewicht bis 48,0 kg
- Federgewicht bis 52,0 kg
- Leichtgewicht bis 56,0 kg
- Mittelgewicht bis 60,0 kg
- Leichtschwergewicht bis 65,0 kg
- Schwergewicht bis 70,0 kg
- Superschwergewicht über 70,0 kg

## Olympische Ambitionen
Verwandte Kampfsportarten wie das Boxen oder Taekwondo sind im Programm der Olympischen Spiele vertreten. Karate findet bei den World Games eine weltweite Präsentationsbühne. Auf Verbandsebene wird das Bestreben, Kickboxen zu einer olympischen Sportart zu machen, mit Engagement verfolgt. Die Anerkennung der Anti-Doping-Richtlinien des IOC und die Mitgliedschaft in der GAISF können als Zwischenetappen auf dem Weg ins olympische Wettbewerbsprogramm verstanden werden. Dieses letztlich tatsächlich zu erreichen, wird nicht zuletzt aufgrund des Interesses vom IOC, die Spiele nicht ausufern zu lassen, sehr schwierig. Kickboxen ist aber seit 2010 im Programm der World Combat Games.
Der Bundesfachverband für Kickboxen (WAKO Deutschland) ist seit 2017 Mitglied im Deutschen Olympischen Sportbund.

## Internationale Fachverbände
- Glory (Kampfsportorganisation) (Glory)
- World Kickboxing and Karate Union (WKU)
- World Association of Kickboxing Organizations (WAKO)
- World Karate and Kickboxing Commission (WKC)
- World Kickboxing Federation (WKF)
- International Sport Karate Association (ISKA)
- World All Fight System Organization (AFSO)
- World Traditional Karate Association (WTKA)
- Deutsche Budo Organisation(DBO)